# Stagevåben
Et stagevåben er et nærkampsvåben, hvor den primære våbendel er monteet på enden af et langt skaft, typisk af træ, hvormed man forlænger våbnets effektive rækkevidde og slagkraft. Da mange stagevåben er blevet videreudviklet fra landbrugsredskaber eller andre værktøjer der findes i stort antal, og da de anvender relativt lidt metal, har stagevåben traditionelt vværet billigere at fremstille og derfor udbredte. I krigssituationer, hvor store mængder bønder og lignende bliver udskrevet som soldater, har stagevåben ofte været brugt som et billigt våben til masserne. Træningen med våbnene er også relativt lille. Ved mange bondeoprør har bønder brugt store mængde stagevåben.
Stagevåben kan opdelesi tre større kategorier: dem der er designet til længere rækkevidde og stikke-taktik brugt i bl.a. falankser; dem der e rdesignet til større kraft mod kavaleri; og dem designet til at blive kastet på kortere afstand under træfninger. Som følge af deres alsidighed, effektivitet og pris har eksperimenter og udvikling af stagevåben ledt til en lang række varianter, og de har været blandt de mest anvendte våben på slagmarken: bill, spyd, glavind, guandao, podoa, stavøkse (bl.a. daneøkse), hellebard, harpun, trefork, naginata, krigsle og kastespyd er alle typer af stagevåben.
Stagevåben var almindeilge våben i middelalderen i både Asien og Europa. Deres rækkevidde og kraft gjorde dem til effektive våben mod beredne soldater med rustning, da man kunne bruges til at skubbe rytteren af hesten eller penetrere rustningen. I renæssancen blev der udviklet en overflod af forskellige varianter. Stagevåben i mørne tid er stort set blevet begrænset til ceremoniel brug i militærenheder, som den pavelige Schweizergarden eller debritiske Yeomen of the Guard, samt i kampsport. Særligt kinesisk kampsport har bevare en lang række stagevåben og teknikker.